# Diógenes (doríforo)
Diógenes (em grego: Διογένης; romaniz.: Diogénes) foi um oficial militar bizantino do século VI, ativo durante o reinado do imperador Justiniano (r. 527–565). Esteve ativo em várias das guerras de seu tempo na África, Itália e Oriente Médio, sempre como subordinado do general Belisário.

## Vida

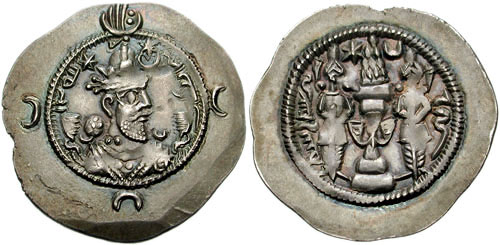
Dracma de r.

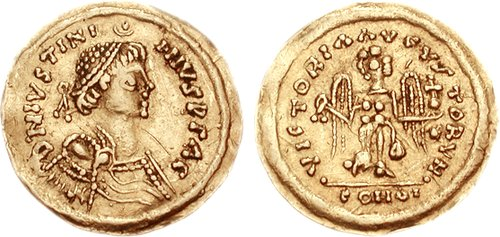
Tremisse emitido em Ticino sob o rei ostrogótico Tótila r.

As origens de Diógenes são desconhecidas. doríforo da guarda de Belisário, foi descrito por Procópio como um soldado esperto e bom. Aparece pela primeira vez em 533, quando serviu na Guerra Vândala (533–534) na África. No final desse ano, após a captura de Cartago, enquanto estava numa missão de espionagem com 22 bucelários, foi pego por uma força vândala superior. Escapou por pouco com seus homens, mas ficou seriamente ferido. Estava em Roma com Belisário durante o cerco realizado pelos godos de Vitige (r. 536–540), tendo sido enviado para fora da cidade duas vezes em importantes ataques aos sitiantes: o primeiro, ca. de abril de 537, com Mundilas; o segundo, ca. novembro de 537, com Trajano. Provavelmente no começo de 538 foi enviado para investigar um incidente com um aqueduto de Roma no qual encontrou-se evidências de que os godos pretendiam utilizá-lo para entrar na cidade.
Em 542, estava no fronte oriental, mais precisamente Dura Europo, com Belisário. Em "uma demonstração de poder militar", recebeu ordens de atravessar com Adólio o Eufrates na chefia de mil cavaleiros. Assim que chegaram à margem oposta, esta força começou a patrulhar a área. Foram aparentemente instruídos a agir como se já prontos para prevenir que as forças do xá Cosroes I (r. 531–579) recuassem. Quando Cosroes I liderou o exército sassânida através do Eufrates, Belisário instruiu Adólio e Diógenes para deixá-los passar, pois eram numericamente inferiores.
Em 549, antes de Belisário partir da Itália, deixou Diógenes e Paulo no comando duma guarnição de três mil soldados em Roma. No verão desse ano, Tótila (r. 541–552) sitiou a cidade, e Diógenes conduziu eficazmente as defesas, alegadamente evitando as tentativas góticas de danificar os muros e fornecendo cereais para os habitantes da cidade para evitar uma crise famélica. Quando a cidade foi traiçoeiramente entregue aos sitiantes em 16 de janeiro de 550, Diógenes escapou ferido para Centúmelas com alguns homens. Em Centúmelas, tomou o forte e teve que resistir ao cerco de Tótila em 550. Inicialmente resistiu, mas acabou concordando em render a cidade e a realizar uma troca de reféns num dia a combinar caso, após enviar relatórios ao imperador, nenhuma ajuda fosse enviada. No dia marcado, contudo, Diógenes recusou-se a ceder o forte, alegando ter tomado ciência que expedição sob Germano estava sendo organizada em Salona. Diógenes então solicitou que os reféns de ambos os lados fossem entregues e preparou-se para defender o local. Nada mais se sabe sobre ele.